# Montague (New Jersey)
Pour les articles homonymes, voir Montague.
Montague est une petite ville du New Jersey située dans le comté de Sussex. Au recensement de 2000, la ville était peuplée de 3 412 habitants. La ville est située à proximité de la frontière de l'État de New York, et de la frontière de la Pennsylvanie.